# 오스트란트 국가판무관부

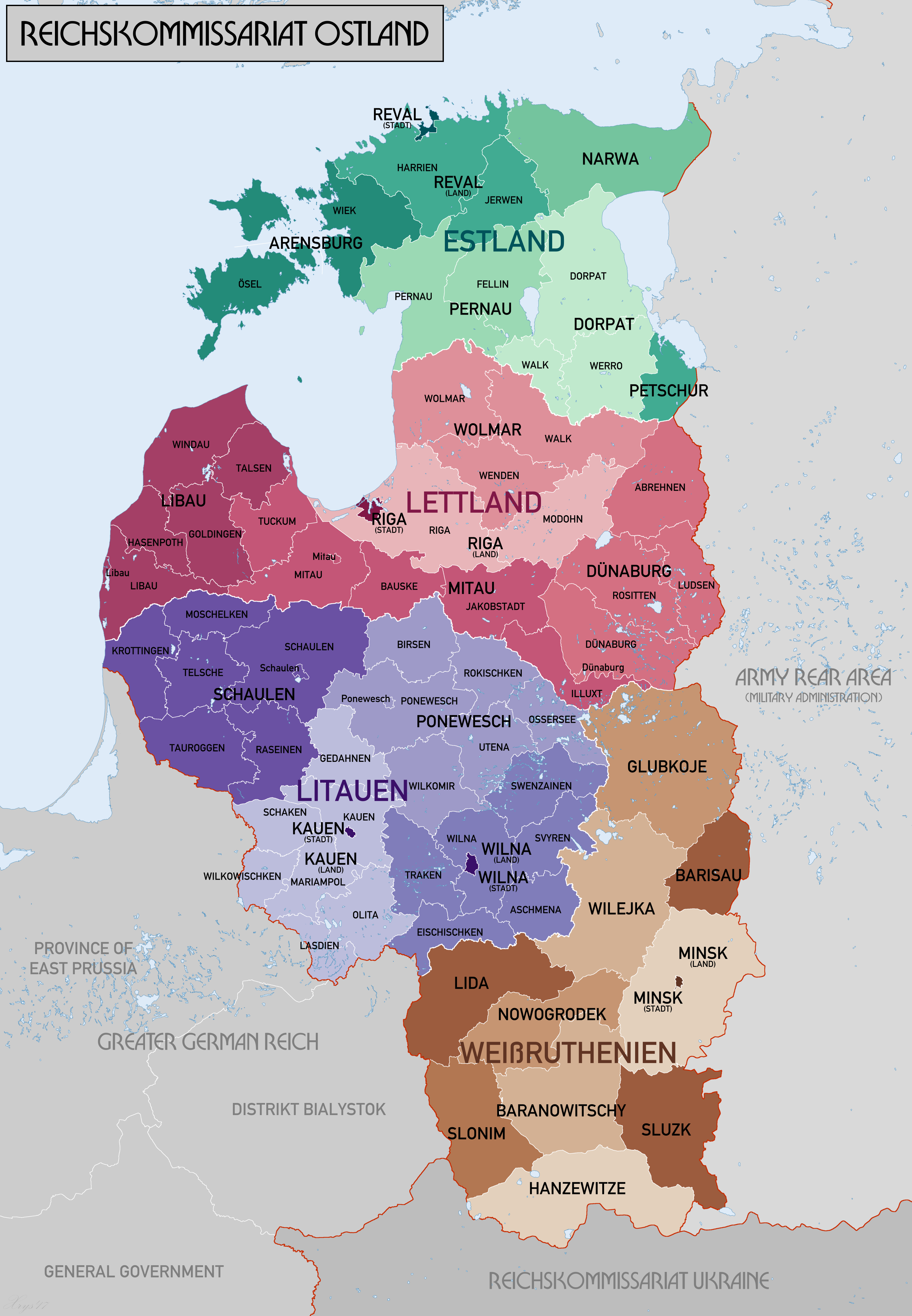
오스트란트 국가판무관부의 행정 구역

오스트란트 국가판무관부(RKO, 독일어: Reichkommissariat Ostland 라이히코미사리아트 오스트란트[*])는 나치 독일이 제2차 세계 대전 중 발트 3국과 벨라루스 서부에 설치한 국가판무관부이다. 처음에는 발트 국가판무관부(Reichskommissariat Baltenland)라고 불렸다.

## 역사
소비에트 연방 파르티잔들이 벨라루스의 민스크, 핀스크 등지의 주요 도로와 철로 및 주변 지역에서 활발하게 활동했다.

## 참고 문헌
- Arnold Toynbee, Veronica Toynbee, et al., Hitler's Europe (Spanish: La Europa de Hitler, Ed Vergara, Barcelona, 1958), Section VI: "Occupied lands and Satellite Countries in East Europe", Chapter II: "Ostland", p. 253-259 and footnotes.
- (독일어) Ostland - Verwaltungskarte. Herg. vom Reichskommissar f. d. Ostland, Abt. II Raum. Stand der Grenzen vom 1. Nov. 1942 (map)

## 같이 보기
- 벨라루스 중앙 라다